# Великое поручение
Великое поручение Христа — в христианской традиции это поручение, которое дал своим ученикам-апостолам воскресший Иисус Христос. Оно заключается в распространении учения Христа во все народы, с их крещением. Данное поручение стало идейной основой для миссионерской деятельности христиан.
Наиболее известный текст Великого поручения приведен в Евангелии от Матфея:

Одиннадцать же учеников пошли в Галилею, на гору, куда повелел им Иисус, и, увидев Его, поклонились Ему, а иные усомнились. И приблизившись Иисус сказал им: дана Мне всякая власть на небе и на земле. Итак идите, научите все народы, крестя их во имя Отца и Сына и Святаго Духа, уча их соблюдать всё, что Я повелел вам; и се, Я с вами во все дни до скончания века. Аминь.
— Мф. 28:16-20
Другие варианты поручения содержатся в Евангелии от Марка (Мк. 16:14-18), Евангелии от Луки (Лук. 24:44-49) и Деяниях апостолов (Деян. 1:4-8).